# کربن مونوسولفید
کربن مونوسولفید (به انگلیسی: Carbon monosulfide) یک ترکیب شیمیایی با شناسه پاب‌کم ۱۰۸۰۵۴ است. شکل ظاهری این ترکیب، پودر بلوری مایل به قرمز است.